# 2022-es magyar birkózóbajnokság
A 2022-es magyar birkózóbajnokság a száztizenötödik magyar bajnokság volt. A férfi kötöttfogású és szabadfogású, valamint a női szabadfogású bajnokságot is április 30-án rendezték meg Budapesten, a Kozma István Magyar Birkózóakadémián.

## Eredmények

### Férfi kötöttfogás
| Versenyszám | Arany                                  | Arany | Ezüst                                | Ezüst | Bronz                                                     | Bronz |
| ----------- | -------------------------------------- | ----- | ------------------------------------ | ----- | --------------------------------------------------------- | ----- |
| 55 kg       | Gazdag Krisztián Pécsi EAC             |       | Németh Milán Bp. Honvéd              |       | Losoncz Szabolcs Dunaharaszti MTK                         |       |
| 60 kg       | Rafael Dániel Soltvadkerti TE-KIMBA    |       | Domokos Edmond Szigetvári BSE-KIMBA  |       | Köböl László Zsolt Egri VSI-KIMBA                         |       |
| 63 kg       | Kecskeméti Krisztián Ceglédi VSE-KIMBA |       | Mányik Dávid Erzsébeti SMTK-KIMBA    |       | Tóth Levente Ceglédi VSE                                  |       |
| 67 kg       | Torba Erik Bp. Honvéd                  |       | Pohilec Ádám Bp. Honvéd              |       | Simon Máté Bp. HonvédVitek Amadeusz János Bp. Honvéd      |       |
| 72 kg       | Kajtán Olivér Bp. Honvéd               |       | Jász Márton Csepeli BC               |       | Papp Barnabás Krisztián Dorogi AC-KIMBA                   |       |
| 77 kg       | Lévai Zoltán Bp. Honvéd                |       | Zurai Rajmund Diósgyőri VTK          |       | Tóth Martin Bp. HonvédTösmagi Attila Erzsébeti SMTK-KIMBA |       |
| 82 kg       | Kismóni Móric Ferencvárosi TC          |       | Mezei Dominik András Dorogi AC-KIMBA |       | Ubrankovics Norbert Vasas SC                              |       |
| 87 kg       | Lévai Tamás Bp. Honvéd                 |       | Takács István Bp. Honvéd             |       | Mezei Patrik Dorogi AC-KIMBA                              |       |
| 97 kg       | Érsek Róbert Bp. Honvéd                |       | Fullai Bence Bp. Honvéd              |       | Almási Bence Vasas SC                                     |       |
| 130 kg      | Bazsó Adolf Erzsébeti SMTK             |       | Lám Bálint Dunakeszi VSE             |       | Végh Artúr Érdi Spartacus-KIMBA                           |       |

### Férfi szabadfogás
| Versenyszám | Arany                                    | Arany | Ezüst                             | Ezüst | Bronz                                                      | Bronz |
| ----------- | ---------------------------------------- | ----- | --------------------------------- | ----- | ---------------------------------------------------------- | ----- |
| 57 kg       | Rácz Balázs Újpesti TE-KIMBA             |       | Kovács Bence Dunakeszi VSE        |       | Kovács Buda Dél-Zselic SE                                  |       |
| 61 kg       | Mizsei Zoltán Máté Ferencvárosi TC-KIMBA |       | Rácz Richárd Orosházi Spartacus   |       | Csorvási András Ferencvárosi TC                            |       |
| 65 kg       | Gombos Alex Gábor Ferencvárosi TC-KIMBA  |       | Kiss Károly Pécsi EAC-KIMBA       |       | Buday Bálint Haladás VSE                                   |       |
| 70 kg       | Antal Dániel Újpesti TE                  |       | Németh Zsolt Szigetvári BSE       |       | Egyed Balázs Vasas SCMolnos Norbert Ceglédi VSE            |       |
| 74 kg       | Kuramagomedov Murad Tatabányai SC        |       | Bíró Roland Kertvárosi SE         |       | Nemes Bálint Haladás VSE-KIMBAPerlaki Nándor Nagykőrösi BE |       |
| 79 kg       | Vida Csaba Kecskeméti TE                 |       | Nagy Zsombor Sziget SC-KIMBA      |       | Erdei Roland Püspökladányi NSE                             |       |
| 86 kg       | Nagy Mihály Sziget SC                    |       | Mester Milán Erzsébeti SMTK-KIMBA |       | Lukács Botond Csepeli BCHajduch Nándor Milán Szarvasi BE   |       |
| 92 kg       | Szabó Noé Vasas SC                       |       | Nagy Péter Vasas SC               |       | Molnár László Abonyi BCVeszeli Dániel Kristóf Csepel TC    |       |
| 97 kg       | Végh Richárd Érdi Spartacus-KIMBA        |       | Wittmann Kristóf Haladás VSE      |       | Bagó Tibor Mogyi-Bajai BC                                  |       |
| 125 kg      | Korcsog Milán András Csepel TC-KIMBA     |       | Gellén Milán Erzsébeti SMTK       |       | Nagy Mihály Sziget SCTóth Rafael Sziget SC                 |       |

### Női szabadfogás
| Versenyszám | Arany                                | Arany | Ezüst                                  | Ezüst | Bronz                                         | Bronz |
| ----------- | ------------------------------------ | ----- | -------------------------------------- | ----- | --------------------------------------------- | ----- |
| 50 kg       | Gaál Henrietta Vasas SC              |       | Réczi Bianka Tatabányai SC             |       | Herczeg Anett Kazincbarcikai VSE              |       |
| 53 kg       | Szekér Szimonetta Bp. Honvéd         |       | Matyi Vivien Erzsébeti SMTK-KIMBA      |       | Egyed Zsanett Kanizsai BSE                    |       |
| 55 kg       | Szenttamási Róza Csepel TC-KIMBA     |       | Máté Petra Kaposvári SI                |       | Dénes Mercédesz Érdi Spartacus                |       |
| 57 kg       | Bognár Erika Bp. Honvéd              |       | Béres Adrienn Bp. Honvéd               |       | Márai Csenge Sziget SC                        |       |
| 59 kg       | Borsos Viktória Kispesti NSI-KIMBA   |       | Iváncsics Babita Tököli BSE-KIMBA      |       | Vida Hanna Magyar Testnevelési Egyetem SE     |       |
| 62 kg       | Szabó Nikolett Ferencvárosi TC-KIMBA |       | Oláh Csenge Kispesti NSI               |       | Beregi Linda Újpesti TE                       |       |
| 65 kg       | Fábián Anna Tököli BSE-KIMBA         |       | Nagy Nikolett Szolanzs Csepel TC-KIMBA |       | Takács Alexandra Kőbányai SC                  |       |
| 68 kg       | Szabados Noémi Ferencvárosi TC-KIMBA |       | Pók Karolina Vasas SC                  |       | Terék Fruzsina Bp. Honvéd-KIMBA               |       |
| 72 kg       | Felhő Viktória Kiskunhalasi BC       |       | Virág Zsófia Soltvadkerti TE-KIMBA     |       | Kántor Katalin Magyar Testnevelési Egyetem SE |       |
| 76 kg       | Újfalvi Lili Kecskeméti TE           |       | Nagy Fanni Dunaharaszti MTK            |       | Bodnár Noémi Bekecsi BCE                      |       |